# Clendon Park
Clendon Park est une banlieue de la cité d’Auckland, située au nord de l’île du Nord de la Nouvelle-Zélande.

## Situation
Elle est localisée à l’ouest de la banlieue de Manurewa et au nord de celle de Weymouth. 
La banlieue est située dans les limites du ward de Manurewa-Papakura (en). 
C’est l’un des 21 boards locaux du conseil d’Auckland.

## Toponymie
La banlieue de Clendon Park a été nommée d’après le Capitaine James Reddy Clendon (en), qui en 1840  vendit les terres qu’il possédait au niveau de la baie des Îles  au Gouvernement de la Nouvelle-Zélande, nouvellement formé, à raison de 10 000 acres (soit 40 km2), situées au sud du  CBD d’Auckland.

## Éducation
On trouve dans Clendon Park:
- L’école de école de Clendon park (en)
- L’école supérieure de Manurewa (en) située dans la banlieue limitrophe de Manurewa